# یانگ فان (وزنه‌بردار)
یانگ فان (انگلیسی: Yang Fan؛ زادهٔ ۱۶ اکتبر ۱۹۸۷) وزنه‌بردار اهل چین است.
وی در مسابقات کشوری و بین‌المللی در مجموع برندهٔ ۱ مدال طلا، ۱ مدال برنز شده‌است.